# Piraten von Macao
Piraten von Macao ist ein US-amerikanischer Abenteuerfilm aus dem Jahr 1951 von Edward Ludwig mit Jeff Chandler und Evelyn Keyes in den Hauptrollen. Der Film wurde von Universal-International Pictures produziert.

## Handlung
Der ehemalige Marinetaucher Steve Kent erfährt in der portugiesischen Kolonie Macao, dass sein Boot Yank zusammen mit seiner Ausrüstung vom Besitzer Lorca konfisziert wurde. Lorca schlägt Steve vor, für ihn Gold nach Hongkong zu schmuggeln, um seine Schulden zu bezahlen und sein Boot zurückzubekommen. Steve lehnt ab und sucht das Casino Paradise auf. Dort begegnet er der attraktiven Vivian Craig, die zu seiner Überraschung viel von ihm weiß. So weiß sie, dass ihm das Navy Cross verliehen wurde, er nach Macao versetzt wurde und nun der einzige ehrliche Kapitän im Hafen der Stadt ist. Vivian erklärt, sie sei Importeurin und wolle Steve mit der Bergung von Medikamentenkisten beauftragen, die bei einem Flugzeugabsturz im Meer versunken sind. Zwar misstraut er Vivian, doch aus Geldmangel nimmt er den Job an.
Bei der Bergung der Kisten stellt es sich heraus, dass sie Goldbarren enthalten. Steve will das Gold den Behörden übergeben, während Vivian ihm erklärt, dass sie auf der Flucht vor ihrem Mann Allan sei und mit dem Gold ein neues Leben beginnen wolle. Steve versteckt das Gold und bringt es nicht über sich, Vivian der Polizei auszuliefern. Vivian geht nach Hause, wo sie von Allan erwartet wird, der sie beglückwünscht, dass sie das Gold für ihn gefunden hat. Steve taucht auf und gesteht Vivian seine Liebe. Als Allan ihn bemerkt, beauftragt er ihn, sie alle nach Hongkong zu bringen. Zuerst lehnt Seve ab, doch als Allan Vivian anbietet, das Gold durch drei zu teilen und sich in Hongkong von ihr zu trennen, kann sie Steve zur Einwilligung überreden.
Am nächsten Morgen hat Lorca die Barren in kleinere Stücke geschmolzen. Er schlägt vor, Cajo aufzusuchen, der ihnen helfen kann, dem berüchtigten Piraten Bok Ying auszuweichen, der die Gewässer vor Macao unsicher macht. Cajo ist ein Spion des Piraten, der ihm von der Goldfuhre erzählt. Steve gibt vor, Feuerwerkskörper nach Hongkong zu liefern und holt sich die Auslaufgenehmigung bei der Hafenbehörde, dessen Beamter der Polizei einen Hinweis auf ein verdächtiges Boot gibt. Bok Ying lässt Steve, Vivian und Allan in sein Versteck bringen. Er fordert die Hälfte des Goldes, ansonsten werden sie sterben. Steve willigt ein und kehrt mit Vivian und Allan auf die Yankzurück.
Ein zweites Boot soll der Yank folgen und die Polizei ablenken. In der Nacht legt die Yank ab. Allan versucht, Vivian zu umwerben, als sie von Steve zurückgewiesen wird.  Als Steve den mit Bok Ying vereinbarten Treffpunkt, eine Höhle, erreicht, erweist sich die Ablenkung als erfolgreich. Er segelt in eine Nebelbank, während Bok Ying nur weiß, dass sich die Yank irgendwo vor ihm befindet. Er lässt seine Beiboote, die dem Angriff dienen, bemannen und gibt Steve Zeit zur Aufgabe. Steve bindet sich ein Seil um seine Hüfte und gleitet leise ins Wasser. Er taucht zum Piratenschiff und befestigt Sprengladungen. Noch während er damit beschäftigt ist, drückt Allan den Zünder. Die Explosion bringt das Piratenschiff zum Sinken. Vivian glaubt, dass auch Steve umgekommen ist, bis sie ein Ziehen am Seil bemerkt. Sie springt in ein Beiboot und holt ihn aus dem Wasser. Zur gleichen Zeit durchsucht Allan die Yank nach dem Gold. Das Gold ist unter Kisten mit Feuerwerkskörpern versteckt. Allan lässt versehentlich eins der explosiven Feuerwerke fallen, was die Yank zur Explosion bringt.

## Produktion

### Hintergrund
Gedreht wurde der Film vom 23. Juni bis Ende Juli 1950 in Macao sowie in den Universal-Studios in Universal City.

### Stab
Bernard Herzbrun und Alexander Golitzen oblag die künstlerische Leitung. Russell A. Gausman und A. Roland Fields waren für das Szenenbild zuständig, Bill Thomas für die Kostüme, Bud Westmore für das Maskenbild. Verantwortliche Toningenieure waren Leslie I. Carey, Robert Pritchard und Donald Cunliffe.

### Besetzung
In einer kleinen nicht im Abspann erwähnten Nebenrolle trat Michael Ansara auf. Ebenfalls unerwähnt blieb Peter Chong als Cajo.

## Synchronisation
Die deutsche Synchronfassung entstand im Auftrag der Berliner Synchron GmbH Wenzel Lüdecke unter der Dialogregie von Bodo Francke.
| Rolle        | Schauspieler  | Deutscher Synchronsprecher |
| ------------ | ------------- | -------------------------- |
| Steve Kent   | Jeff Chandler | Curt Ackermann             |
| Vivian Craig | Evelyn Keyes  | Edith Schneider            |
| Allan Craig  | Philip Friend | Friedrich Joloff           |
| Bok Ying     | Marvin Miller | Alfred Balthoff            |
| Lorca        | David Bauer   | Wolf Martini               |

## Veröffentlichung
Die Premiere des Films fand am 18. Mai 1951 in Los Angeles statt. In der Bundesrepublik Deutschland kam er am 3. Oktober 1958 in die Kinos.

## Kritiken
Das Lexikon des internationalen Films schrieb: „Abenteuerfilm der B-Klasse.“
Der Kritiker des TV Guide sah eine harmlosen Programmfüller.